# Short S.25 Sandringham
El Short S.25 Sandringham fue un hidrocanoa de pasaje de la compañía británica Short Brothers durante la Segunda Guerra Mundial a partir de la conversión del modelo militar Short Sunderland que empleaba la Royal Air Force.

## Historia operacional

### El Sunderland en la Segunda Guerra Mundial
Hacia finales del año 1942, varios Short Sunderland de la Royal Air Force (RAF) fueron desarmados y equipados con banquetas laterales, al estilo de los aviones de transporte de paracaidistas. A comienzos de 1943, los aviones gradualmente pierden sus colores militares adquiriendo las insignias civiles de la compañía británica BOAC, que pasaría a utilizarlos en sus servicios entre Poole Harbour (Dorset) y distintos destinos en África del Oeste .
Uno de estos Sunderland modificados fue utilizado por la BOAC en un vuelo de pruebas hacia Karachi (actual Pakistán) con la finalidad de estudiar futuras rutas hacia la India.

### Conversión del Sunderland en Sandringham
Todos los hidrocanoas Sandringham civiles fueron conversiones de aparatos usados por la Royal Air Force y el RAF Coastal Command . El modelo Sandringham fue equipado con motores Bristol Pegasus, siendo los modelos posteriores motorizados con Pratt & Whitney R-1830 Twin Wasp. Los trabajos de conversión fueron realizados por la compañía Short Brothers en sus instalaciones del puerto de Belfast.

### Uso civil

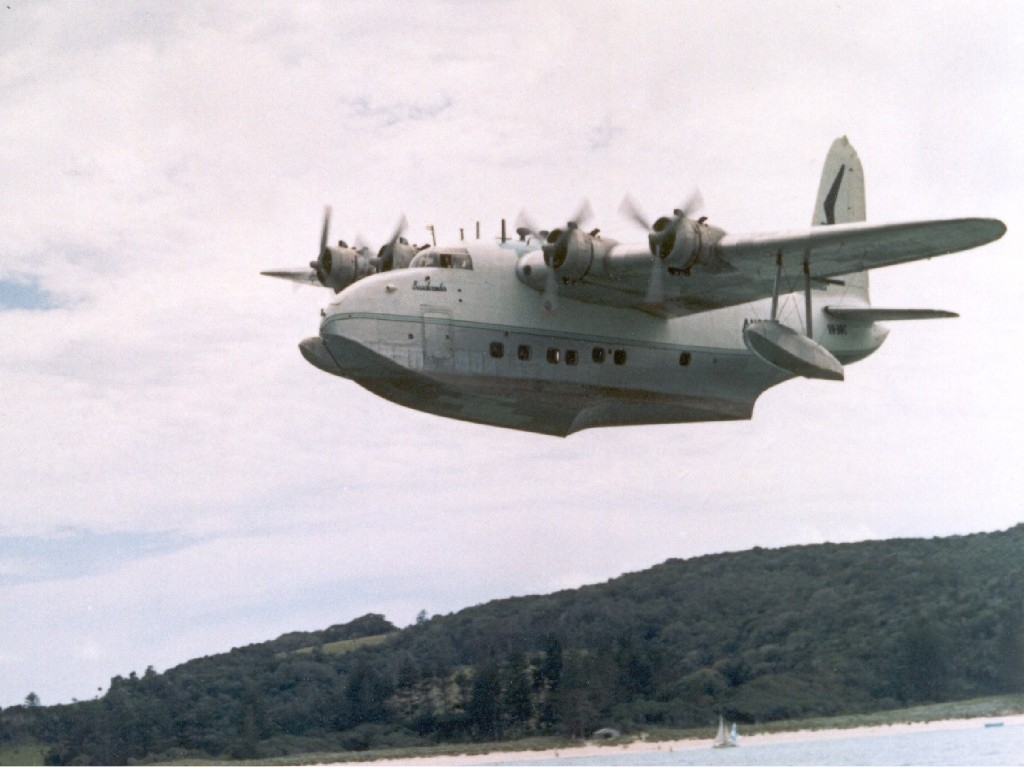
Short S-25 Sandringham 4 de Ansett Flying Boat Services despegando de Lord Howe Island

Al finalizar la Segunda Guerra Mundial, los Sunderland de la RAF pierden sus pintura de camuflaje y pasan a ser equipados con motores Pegasus Mark 38, y después del tipo 48; el interior es modificado para recibir 24 pasajeros en versión diurna o 16 en versión nocturna, incluyendo en ambas versiones una capacidad de 2.830 kg para el correo. La primera conversión fue conocida en la BOAC como la clase "Hythe".
Para largas rutas estos aviones estuvieron configurados para una capacidad de 22 a 24 pasajeros y ello incluía un salón y cocina a bordo. Las versiones para rutas de corto alcance recibieron una configuración para trasportar entre 30 y 45 pasajeros.
Estos aviones fueron utilizados por las compañías BOAC y Tasman Empire Airways Limited (TEAL) en sus rutas entre Auckland y Sídney y otros destinos en las islas del Pacífico. Ansett Australia también usó estos aparatos en su servicio entre Sídney y la isla de Lord Howe. Algunos de los Sandringham de Ansett Australia fueron conversiones de Sunderland operados antiguamente por la Real Fuerza Aérea Neozelandesa. 
En Europa los Sandrigham fueron utilizados en Noruega por las aerolíneas SAS y Det Norske Luftfartselskap A/S (DNL)  en sus servicios domésticos entre Oslo y Tromsø (1946-1952).
En América del Sur dos Sandringham y tres Sunderland fueron utilizados en Uruguay por la Compañía Aeronáutica Uruguaya S.A. (CAUSA) en sus servicios de pasajeros entre las ciudades de Montevideo y Buenos Aires entre los años 1950 y 1962. También fue empleado por Aerolíneas Argentinas durante la misma época y por Sociedad Mixta de Aviación del Litoral Fluvial Argentina  (A.L.F.A)

### Sandringham restaurados y en exposición
Uno de estas hidrocanoas es conservado en exposición en el museo "Fantasy of Flight" en Polk City Florida, Estados Unidos). Un ejemplar que perteneció a Ansett Australia se encuentra en exposición en el museo "Solent Sky" en Southampton, Reino Unido. Un tercer ejemplar se encuentra en el "Musee de l'Air et de l'Espace" en el aeropuerto de Le Bourget (París, Francia), pero no está en exposición al público.

## Usuarios
Argentina
- Aerolíneas Argentinas
- Sociedad Mixta Aviación del Litoral Fluvial Argentino (ALFA)
- Cooperativa Asociación Argentina de Aeronavegantes
- Compañía Argentina de Aeronavegación Dodero

 Australia
- Ansett
- Barrier Reef Airways
- Qantas

 Estados Unidos
- Antilles Air Boats

 Francia
- Air Polynesie

 Nueva Zelanda
- TEAL

 Noruega
- Det Norske Luftfartselskap

 Reino Unido
- BOAC

 Uruguay
- Compañía Aeronáutica Uruguaya S.A. (CAUSA)

## Especificaciones

### Características generales
- Tripulación: 5
- Capacidad: 22-45 pasajeros
- Longitud: 26,30 m
- Envergadura: 34,39 m
- Altura: 6,97 m
- Superficie alar: 156,80 m²
- Peso vacío: 17 954 kg
- Peso cargado: 27 273 kg
- Planta motriz: 4× motor radial de nueve cilindros en estrella simple refrigerado por aire Pratt & Whitney R-1830-92D Twin Wasp.
  - Potencia: 895 kW 1200 cv cada uno.

### Rendimiento
- Velocidad máxima operativa (Vno): 332 km/h
- Velocidad crucero (Vc): 283 km/h
- Alcance: 3928 km
- Techo de vuelo: 5460 m (17 900 pies)
- Régimen de ascenso: 4,3 m/s (840 pies/min)
- Carga alar: 174 kg/m² (35,6 lb/ft²)
- Potencia/peso: 0,13 kW/kg (0,08 HP/lb)

### Desarrollos relacionados
- Short Sunderland